# Ångeststörningar
Ångeststörningar är en grupp psykiska störningar, som har ångest som huvudorsak eller huvudsymtom.
Ångeststörningar förs i ICD-10 till samma grupp störningar som neuroser, stressrelaterade störningar och somatoforma störningar. Dit hör fobier, tvångssyndrom och generaliserat ångestsyndrom, samt ångeststörningar som blandas med andra störningar (depression, hysteri m.m.). 
Ångeststörningar kan vara funktionella, det vill säga främst ha psykiska orsaker. De kan också vara symtomatiska, det vill säga vara ett symtom på en kroppslig sjukdom eller droger. Uttalad ångest kan också ingå i andra psykiska störningar.

## Symtom
Ångeststörningar kännetecknas av vissa fysiologiska reaktioner som i sammanhangen som de uppträder i inte är adekvata, närmare bestämt att den drabbade personen uppvisar tecken på nervositet, oro och rädsla utan att dessa känslor kan motiveras av en utlösande faktor, antingen för att en utlösande faktor verkar saknas eller för att personen blir överdrivet rädd. I sig är ångest normalt, det vill säga att uttrycken för ångest är normala reaktioner på påfrestningar, hot och faror. Ångest kan också bli mycket störande för individen, verka handikappande på den drabbade i vardagen, för att kroppens alarmreaktion, flykt- och kamprespons och stressaxel är överaktiva. När ångesten istället för att hjälpa en att hantera problem, i sig blir problematisk, kan det klassas som en sjukdom. Gränsen mellan friskt och sjukt är dock mycket flytande.
Ångest manifesterar sig ofta genom ett påslag i perifera nervsystemet, som ger palpitationer, hyperhidros (svettningar), muskelspänningar, rastlöshet, darrningar, med mera. Det förekommer ofta symtom från magen och andningssystemet, till exempel svårigheter att andas (dyspné eller takypné), kvävningskänslor, sväljningssvårigheter, orolig mage, bröstsmärtor och illamående. På det mentala planet uppträder ångesten som yrsel och svimningar, koncentrationssvårigheter eller att bli tom i huvudet, utmattning, derealisation (overklighetskänslor, livet är som en film), depersonalisation (att inte känna igen sig själv, tycka att man själv är overklig), rädsla att bli galen, förlora kontrollen eller att dö. Det är också vanligt att den som drabbas av ångest blir varm eller kall i kroppen utan orsak, rodnar eller bleknar, förlorar känseln i huden eller någon kroppsdel (hypestesi), får domningar (parestesi), och att personen lider av dessa upplevelser. Det är vanligt att ångesten ger sömnproblem, antingen avbruten sömn eller svårigheter att somna in (insomni).
Fastän ångesttillstånd kan vara mycket uttalat vid andra psykiska störningar, är ångest det huvudsakliga problemet för dem som drabbats av ångeststörningar. Ångesten kan vara knuten till ett specifikt stimuli som vid fobier eller vara generell som vid generaliserat ångestsyndrom. Det finns en hög grad av neuroticism, panik och tvångshandlingar i ångeststörningarnas symtombilder, och stress och trauman är som regel utlösande faktorer till störningarnas initiala uppkomst. Uttrycken för ångest kan ibland hanteras genom försvarsmekanismer såsom somatisering vilket kan ge kroppsliga symtom (spänningshuvudvärk, illamående, palpitationer med mera). Sjukdomsinsikten är som regel mycket god.
En person som lider av ångest försöker ofta hantera den med olika tekniker, tekniker som kan bli funktionsnedsättande för att de tar mycket energi och tid i anspråk. Detta innefattar försök att distrahera sig själv, försök att kontrollera sina tankar, att prata högt med sig själv (autokommunikation), försök att lugna oro genom att finna sanningen, eller försök att undvika sådant som utlöser oro till exempel att läsa nyheterna, eller sociala situationer. Ångestreaktioner kan leda till rädsla för hälsan, att reaktionerna är så påfrestande att personen tror att den kommer att bli sjuk av detta, till exempel drabbas av hjärtsjukdom.

## Orsaker
Det råder ingen konsensus kring etiologin av psykopatologi. Således är nedan nämnda saker hypoteser.

### "Self-regulatory executive function"-modellen
"Self-regulatory executive function"-modellen (S-REF) består av fyra delar där samtliga delar tillsammans skapar psykisk ohälsa. Dessa är:
- Kognitiva uppmärksamhetssyndromet
- Metakognitiva antaganden
- Metakognitiv nivå (på processer i hjärnan)
- Exekutiva funktioner

#### Kognitiva uppmärksamhetssyndromet
Detta innebär att ha ett förlängt fokus på negativa ångestväckande saker. Detta sker antingen genom oro/ruminering, att ha fokus på potentiella hot och/eller att använda sig av copingstrategier som vidmakthåller ett fokus på det negativa.

#### Metakognitiva antaganden
Dessa är våra uppfattningar om våra tankar, det vill säga våra metakognitioner. Hur vi ser på våra tankar avgör hur vi reagerar på dem och hanterar de som dyker upp. Vi kan ha metakognitiva antaganden om att det är bra att hålla fokus på de negativa tankarna (exempelvis att det är förberedande att oroa sig), att oro är okontrollerbart och/eller att tankar kan medföra en reell fara (exempelvis "om jag oroar mig för mycket kan jag bli galen"). Alla kan få negativa, ångestväckande tankar, men det är våra metakognitiva antaganden som avgör hur vi reagerar på dem och därmed hur de påverkar oss.

#### Metakognitiv nivå
Detta går ut på att inte vara i tankar och känslor utan att observera dem så som de är utan att engagera sig i dem (då ett engagemang skulle innebära ett utökat fokus på det jobbiga).

#### Exekutiva funktioner
Detta är vår förmåga att rikta vår uppmärksamhet, vilket är avgörande för att styra om uppmärksamheten från det negativa till något annat eller till att se på tankarna ur ett metakognitivt läge.

## Former av ångeststörningar

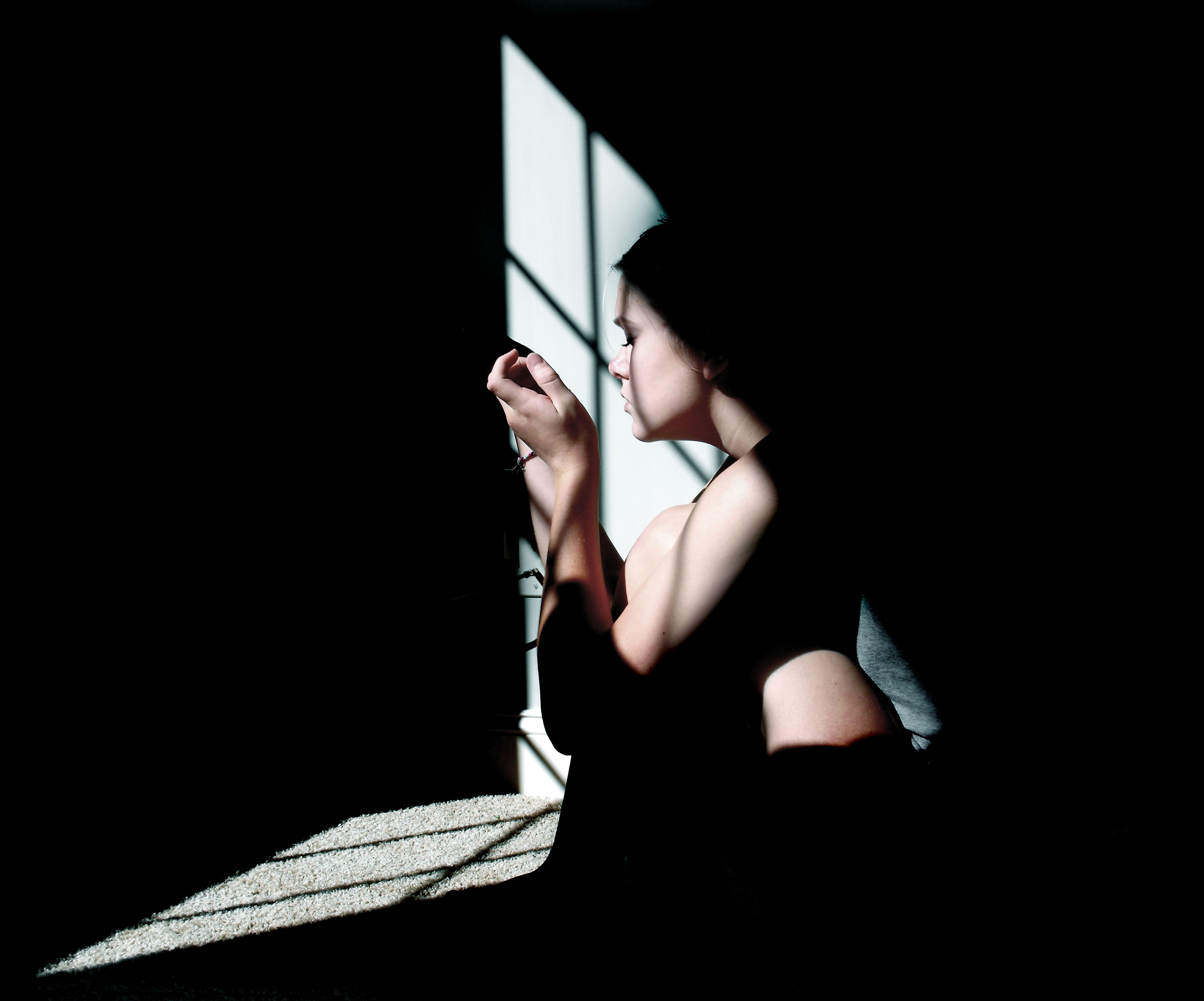
Ångestreaktioner är normala stressreaktioner på faror, vilka i sammanhanget inte fyller någon funktion, de hämmar den drabbade individen i vardagen. De som drabbats av ångeststörningar försöker ofta hitta sätt att hantera den störande ångesten.

ICD-10 och DSM-IV skiljer sig åt ifråga om vilka diagnoser som räknas som ångeststörningar. ICD-10 innefattar endast fobier, panikångest, generaliserat ångestsyndrom och blandformer, medan DSM-IV även innefattar akut stressreaktion, tvångssyndrom, och posttraumatiskt stressyndrom.
En del ångesstörningar utlöses av vissa stimuli, vilket kallas fobier. Vad som skiljer fobier från äkta rädsla är att reaktionen vid fobier blir ett lidande för den drabbade personen. En person med social fobi riskerar att bli mycket ensam för att undvika att den utlöses, eller kan försöka självmedicinera med droger.
Andra ångeststörningar uppkommer oberoende av stimuli. Dit hör panikångest och generaliserat ångestsyndrom. Panikångest är återkommande attacker av panikartad rädsla, som uppträder kortvarigt. Generaliserat ångestsyndrom är ångest som uppträder långvarigt och ihållande.
Det är så vanligt att ångeststörningar uppträder med depression, andra stressrelaterade eller neurotiska störningar, att ICD-10 har två särskilda diagnoser för detta, blandade ångest- och depressionstillstånd samt andra blandade ångesttillstånd. Den senare av dessa innefattar ångesstörningar av olika typ, som kombineras med tvångssyndrom, anpassningsstörning, dissociativa störningar, somatoforma störningar och neuroser.
Organisk ångeststörning är en ångeststörning som beror på kroppsliga sjukdomar, det vill säga sjukdomar som påverkar nervsystemet och vilket orsakar symtomen, ett slags organisk psykisk störning. Sådana sjukdomar innefattar neurologiska sjukdomar, endokrina sjukdomar, infektioner, hjärnsjukdomar, ämnesomsättningssjukdomar, med mera. Organiska ångeststörningar kan uppkomma under insjuknandet eller under tillfrisknandet.
Ångest är ofta ett framträdande symtom vid akut drogförgiftning, beroende, och abstinens, och räknas i sådana fall till de drogutlösta psykiska störningarna.

## Differentialdiagnoser
Prepsykoser innehåller ofta uttalad ångest, en ångest som kan utvecklas till både positiva symtom (vanföreställningar, hallucinationer) eller negativa symtom (social isolering).